# Neuvy-Deux-Clochers
Neuvy-Deux-Clochers é uma comuna francesa na região administrativa do Centro, no departamento Cher. Estende-se por uma área de 16,94 km². Em 2010 a comuna tinha 277 habitantes (densidade: 16,4 hab./km²).